# عصام عادل حمد
عصام عادل حمد، هو قاصٌّ وروائيٌّ لبناني. من مواليد 1969. حائز على إجازة في العلوم السياسية من الجامعة اللبنانية.

## أعماله
صدرت مجموعته القصصية الأولى «المُنعطف المُضاء» عام 2004، وقد اشتهرت منها قصته القصيرة «الميت الذي أبى أن يُدفن». أما روايته الأولى «طموح مخطوطة» فقد صدرت عام 2005، وهي قصة رمزية عن أوراق بيضاء تبحث لها عن كاتبٍ يُعطيها، بكتابته فيها، قيمةً ومعنىً.
صدرت مجموعته القصصية الثانية «أوَّل آكلٍ للحم الحيوان» عام 2008، وهي من نوع الأدب الإيروتيكي الرمزي- أشهرها القصة القصيرة التي يحمل الكتابُ عنوانها- وهي قصة فتى مُراهق اسمُه ياسر، يعيش في قريةٍ لا يأكل أهلُها إلا الطعام النباتي، في حين يشعر هو بالرغبة في أكل لحم الحيوان.
روايته ما قبل الأخيرة هي «في وجهك يا وقح»- وهي سياسية ساخرة، وُصفت بأنها جريئة جداً. نُشرت مُسلسلةً في مطلع 2011 على موقع الكاتب الإلكتروني إذ لم يتجرَّأ أحدٌ على نشرها.
أما رواية عصام حمد الأخيرة فهي «أم 44 عين الرمانة» عن الحرب الأهلية اللبنانية عام 1975 والاجتياح الإسرائيلي عام 1982 والبدء بتحرير الجنوب واتفاق الطائف، وستنشر بالإنجليزية بعنوان The Palestinian Centipede.

## نص العنوان
المدونة الرسمية للكاتب عصام عادل حمد www.issamhamad.blogspot.com